# アントニオ・ストラディバリ
アントニオ・ストラディバリ（Antonio Stradivari、1644年/1648年/1649年 - 1737年12月18日）は、イタリア北西部のクレモナで活動した弦楽器製作者。ニコロ・アマティに師事し、16世紀後半に登場したヴァイオリンの備える様式の完成に貢献した。その作品（ストラディバリウス）は、21世紀現在、約600挺が現存する。

## 生涯
1644年に生まれたとされているが、正確な誕生月日は不明。父はアレサンドロ・ストラディバリ（Alessandro Stradivari）、母はアンナ（Anna née Moroni）。1667年から1679年まで、ニコロ・アマティの工房で弟子として楽器の製作技術を学んだ。1680年、クレモナのサン・ドメニコ広場（Piazza San Domenico）に工房を構えると、若くして楽器製作者としての名声を得た。2人の息子と共にその生涯で1,116挺の楽器を製作したとされ、ヴァイオリン、ヴィオラ、チェロ、マンドリン、ギターなど約600挺が現存している。一説には製作した楽器の数は1,300挺とされ、その場合は月産20挺のペースで製作したことになる。ストラディバリの独創性はアマティの様式の変更を通じて発揮され、ばらつきのあった木の厚みをより厳密に制御し、ヘッドスクロールの概念を確立し、音色を締めるためのニスはより色濃くなった。ストラディバリが製作したヴァイオリンはその有する特徴から、三つの時期に分類できるとされる。このうち最後の時期においては、ヴァイオリンのボディ長の設計を約3mm拡大し355mm前後とした楽器となった（後にロングモデル、ロングストラドなどと呼ばれる）。18世紀初頭における標準であったオールドイタリアンヴァイオリンのボディ長は352mm前後であった。
ストラディバリは、2人の息子、雇っていた多くの職人と共に、短期間に大量の弦楽器を作り出した。
1737年12月18日、クレモナにて死去し、サン・ドメニコのバシリカに埋葬された。（この教会は1868年に解体されたため、ストラディバリの遺骸は失われた）
自宅と工房は三男のパオロに相続されましたが、パオロはヴァイオリン職人ではなく、織商でだった。パオロは父アントニオと二人の兄から相続した楽器の製作道具を「クレモナ市内で使用しないこと」を条件に売却した。
1745年にはほとんどの楽器職人がクレモナから去り、クレモナでの弦楽器製作の伝統も途切れた。21世紀現在、クレモナは弦楽器製作の町として復興しているが、これは他の地区から移入された製造技術によるものである。ストラディバリの弦楽器製造技術を再現する試みは現代に至るまで続いている。